# Liste des écoles supérieures de musique
Pour un article plus général, voir École de musique.
 (août 2025).
Une école supérieure de musique est un établissement d'enseignement supérieur qui dispense un enseignement pratique de la musique, et aussi souvent pédagogique. Les écoles supérieures de musique proposent généralement une formation de premier cycle en trois ou plus souvent quatre ans, puis un second cycle en un ou plus souvent deux ans. Beaucoup d'écoles proposent également un troisième cycle, généralement de deux ans, sanctionné par un doctorat.
Cette liste recense les écoles supérieures de musique du monde entier (certaines sont appelées conservatoires). Elles sont classées par pays.

## Afrique du Sud
- Bloemfontein : université de l'État-Libre (Department of Music)
- Durban : université du KwaZulu-Natal (Department of Music)
- Grahamstown : université Rhodes (Department of Music and Musicology)
- Johannesbourg : université du Witwatersrand (School of Music)
- Stellenbosch : université de Stellenbosch (Department of Music)
- Potchefstroom : Potchefstroom University for Christian Higher Education (School of Music)
- Pretoria : université de Pretoria (Department of Music)
- Rondebosch : université du Cap (South African College of Music)

## Albanie
- Tirana : Akademia e Arteve

## Algérie
- Alger : Conservatoire central d'Alger
- Alger : Institut national supérieur de musique (ar) (INSM)

## Allemagne

### Écoles supérieures de musique
- Aix-la-Chapelle : Hochschule für Musik Köln (Abteilung Aachen)
- Augsbourg : Hochschule für Musik Nürnberg-Augsburg (Abteilung Augsburg)
- Berlin : Académie de musique Hanns Eisler
- Brême : Hochschule für Künste Bremen
- Cologne : Hochschule für Musik und Tanz Köln
- Detmold : Académie de musique de Detmold
- Dortmund : Folkwang Universität
- Dresde : Hochschule für Musik Carl Maria von Weber Dresden
- Duisbourg : Folkwang Universität
- Düsseldorf : Hochschule Düsseldorf Robert-Schumann
- Essen : Folkwang Universität
- Fribourg-en-Brisgau : Hochschule für Musik Freiburg
- Hambourg : Hochschule für Musik und Theater Hamburg
- Hanovre : Hochschule für Musik und Theater Hannover
- Ingersheim : Staatliche Hochschule für Musik
- Karlsruhe : Université de musique de Karlsruhe
- Leipzig : École supérieure de musique et de théâtre Felix Mendelssohn Bartholdy de Leipzig
- Lübeck : Musikhochschule Lübeck
- Nuremberg : Hochschule für Musik Nürnberg-Augsburg
- Rostock : Hochschule für Musik und Theater Rostock
- Sarrebruck : Hochschule des Saarlandes für Musik und Theater
- Stuttgart : Staatliche Hochschule für Musik und Darstellende Kunst Stuttgart
- Trossingen : Staatliche Hochschule für Musik Trossingen
- Weimar : Hochschule für Musik Weimar Franz Liszt
- Wurtzbourg : Hochschule für Musik Würzburg
- Wuppertal : Hochschule für Musik Köln (Abteilung Wuppertal)

### Centre de formation professionnelle
- Altötting : Berufsfachschule für Musik « Max-Keller-Schule »
- Bad Königshofen : Berufsfachschule für Musik
- Dinkelsbühl : Berufsfachschule für Musik
- Kronach : Berufsfachschule für Musik
- Krumbach : Berufsfachschule für Musik
- Nuremberg : Berufsfachschule für Musik
- Plattling : Berufsfachschule für Musik
- Ratisbonne : Berufsfachschule für Musik
- Sulzbach-Rosenberg : Berufsfachschule für Musik

### Conservatoires (divers)
- Berlin : Julius Stern Institut
- Cassel : Musikakademie der Stadt Kassel
- Cottbus : Konservatorium Cottbus
- Darmstadt : Akademie für Tonkunst Darmstadt
- Dresde : Heinrich-Schütz-Konservatorium
- Francfort-sur-le-Main : Conservatoire Hoch
- Hambourg : Hamburger Konservatorium
- Hambourg : Musikseminar
- Mayence : Peter-Cornelius-Konservatorium der Stadt Mainz
- Munich : Richard Strauss-Konservatorium - Fachakademie für Musik der Stadt München
- Osnabrück : Fachhochschule Osnabrück - Konservatorium
- Trossingen : Hohner-Konservatorium
- Wiesbaden : Wiesbadener Musikakademie
- Zwickau : Robert-Schumann-Konservatorium

### Musique spirituelle
- Aix-la-Chapelle : Katholische Hochschule für Kirchenmusik St. Gregorius
- Augsbourg : Amt für Kirchenmusik
- Bamberg : Amt für Kirchenmusik
- Bayreuth : Evangelische Hochschule für Kirchenmusik
- Berlin : Referat Kirchenmusik
- Cologne : Referat Kirchenmusik
- Dresde : Hochschule für Kirchenmusik der Evangelisch-Lutherischen Landeskirche Sachsens
- Eichstätt : Amt für Kirchenmusik
- Essen : Bischöfliche Kirchenmusikschule Essen
- Fribourg-en-Brisgau : Amt für Kirchenmusik
- Fulda : Bischöfliches Kirchenmusikinstitut der Diözese Fulda
- Görlitz : Hochschule für Kirchenmusik der Evangelischen Kirche Berlin-Brandenburg-Schlesische Oberlausitz
- Hadamar : Referates Kirchenmusik Bistum Limburg
- Halle : Evangelische Hochschule für Kirchenmusik Halle
- Heidelberg : Evangelische Hochschule für Kirchenmusik
- Herford : Evangelische Hochschule für Kirchenmusik
- Hildesheim : Kirchenmusik St Andreas
- Magdebourg : Referat Kirchenmusik
- Mayence : Institut épiscopal de musique sacrée de Mayence
- Munich : Amt für Kirchenmusik
- Münster : Kirchenmusikseminar
- Oldenbourg : Seminar Oldenburg
- Osnabrück : Kirchenmmusik im Bistum Osnabrück
- Ratisbonne : Hochschule für Katholische Kirchenmusik und Musikpädagogik (HFKM)
- Rottenburg am Neckar : Katholische Hochschule für Kirchenmusik
- Trèves : Kirchenmusikschule
- Tübingen : Evangelische Hochschule für Kirchenmusik

### Universités de musique
- Berlin : Université des arts de Berlin
- Flensbourg : Universität Flensburg (Musik)
- Fribourg-en-Brisgau : Pädagogische Hochschule Freiburg (Institut der Künste - Musik)
- Halle : Institut für Musikpädagogik Université Martin-Luther de Halle-Wittemberg
- Francfort-sur-le-Main : Hochschule für Musik und Darstellende Kunst Frankfurt am Main
- Mayence : Johannes Gutenberg-Universität Mainz (Fachbereich Musik)
- Mannheim : Hochschule für Musik und Darstellende Kunst Mannheim
- Munich : Hochschule für Musik und Theater München
- Münster : Westfälische Wilhelms - Universität Münster (Fachbereich Musik)
- Osnabrück : Universität Osnabrück (Fachgebiet Musik)

## Argentine
- Avellaneda (Buenos Aires) : Instituto de Música de la Municipalidad de Avellaneda
- Banfield : Conservatorio Julián Aguirre
- Buenos Aires : (CEAMC) Centro de Estudios Avanzados en Música Contemporanea
- Buenos Aires : Collegium Musicum
- Buenos Aires : Conservatorio Nacional Superior de Música Manuel de Falla
- Buenos Aires : Fundación El Sonido y el Tiempo Internacional
- Buenos Aires : (IUNA) Instituto Universario Nacional del Arte (Departamento de Artes Musicales) Carlos López Buchardo
- Buenos Aires : Teatro Colón (Instituto de Enseñanza Musical)
- Buenos Aires : TecSon (Escuela de Grabación y Post-Producción de Audio)
- Buenos Aires : (UCA) Universidad Católica (Facultad de Artes y Ciencias musicales)
- Buenos Aires : Universidad Nacional Tres de Febrero
- Chascomús : Conservatorio de altos Estudios Musicales Franz Liszt
- Córdoba : Universidad Nacional de Córdoba (Escuela de Artes)
- Lanús : Universidad Nacional de Lanús (Departamento de Humanidades y Artes)
- La Plata : Conservatorio de Música Gilardo Gilardi
- La Plata : Universidad Nacional La Plata (Facultad de Bellas Artes)
- Mendoza : Universidad Nacional de Cuyo (Facultad de Artes - Escuela de Música)
- Río Negro : (IUPA) Instituto Patagónico Nacional Superior de Artes (Departamento de Música)
- Rosario : Instituto Superior del Profesorado Docente de Música
- Rosario : Universidad Nacional de Rosario (Facultad de Humanidades y Artes)
- San Isidro : Conservatorio Juan José Castro
- San Juan : Universidad Nacional de San Juan (Departamento de Música)
- San Salvador de Jujuy : Escuela Superior de Música
- Santa Fe : Universidad Nacional del Litoral (Instituto Superior de Música)

## Arménie
- Erevan : Yerevan Komitas State Conservatory

## Australie
- Adélaïde : University of Adelaide (Elder Conservatorium of Music)
- Armidale : University of New England (Music)
- Ballarat : University of Ballarat (Arts Academy)
- Brisbane : Griffith University (The Queensland Conservatorium of Music)
- Brisbane : University of Queensland (School of Music)
- Canberra : Australian National University of Canberra (School of Music)
- Crawley : University of Western Australia (School of Music)
- Hobart : University of Tasmania (Conservatorium of Music)
- Lismore : Southern Cross University (School of Contemporary Arts)
- Melbourne : University of Melbourne (Faculty of music) - (Melbourne Conservatorium of Music)
- Melbourne : Monash University (School of Music)
- Melbourne : Victorian College of the Arts (School of Music)
- Newcastle : University of Newcastle [The Conservatorium)
- Richmond : Melba Conservatorium of Music
- Sydney : Australian Institute of Music
- Sydney : Sydney Conservatorium of Music
- Sydney : The Australian International Conservatorium of Music
- Toowoomba : University of Southern Queensland (Department of Music)
- Townsville : James Cook University (School of Creative Arts - College of Music)

## Autriche

### Conservatoires
- Eisenstadt : Joseph Haydn Konservatorium
- Feldkirch : Vorarlberger Landeskonservatorium
- Graz : Johann-Joseph-Fux-Konservatorium des Landes Steiermark in Graz
- Innsbruck : Tiroler Landeskonservatorium
- Klagenfurt : Landeskonservatorium Kärnten
- Linz : Anton Bruckner Privat Universität
- Vienne : Franz-Schubert-Konservatorium für Musik und darstellende Kunst
- Vienne : Gustav-Mahler-Konservatorium für Musik und Darstellende Kunst
- Vienne : Konservatorium Prayner für Musik und dramatische Kunst
- Vienne : Konservatorium Wien University
- Vienne : Vienna Konservatorium
- Wiener Neustadt : Josef-Matthias-Hauer Konservatorium

### Musique religieuse
- Graz : Diözesankonservatorium für Kirchenmusik der Diözese Graz-Seckau
- Linz : Konservatorium für Kirchenmusik der Diözese Linz
- Sankt Pölten : Konservatorium für Kirchenmusik der Diözese St. Pölten
- Vienne : Diözesankonservatorium für Kirchenmusik der Erzdiözese Wien

### Universités
- Graz : Universität für Musik und Darstellende Kunst Graz
- Salzbourg : université Mozarteum
- Vienne : Académie de musique et des arts du spectacle de Vienne

## Azerbaïdjan
- Bakou : Académie de musique Hadjibeyov de Bakou

## Biélorussie
- Minsk : (be) Беларуская дзяржаўная акадэмія музыкі / (ru) Белорусская государственная академия музыки / (en) Belarusian State Academy of Music

## Belgique

### Écoles supérieures des arts
- Bruxelles : Conservatoire royal de Bruxelles
- Liège : Conservatoire royal de Liège
- Mons : Conservatoire royal de Mons
- Namur : Institut royal supérieur de musique et de pédagogie de Namur (IMEP)

### Hautes écoles
- Anvers : Conservatoire royal d'Anvers - Artesis Hogeschool Antwerpen
- Gand : Haute École de Gand ; Orpheus Institute
- Hasselt : Hogeschool PXL (nl)
- Louvain : Institut Lemmens

### Universités
- Louvain-la-Neuve : Université catholique de Louvain (UCLouvain)
- Liège : Université de Liège (ULiège)
- Bruxelles : Université libre de Bruxelles (ULB)

### Écoles privées
- Anvers : Jazz/Pop studio[1]
- Bruxelles : Institut Jaques-Dalcroze
- Waterloo : Chapelle musicale Reine Élisabeth

## Bosnie-Herzégovine
- Banja Luka : Academy of Arts Banja Luka
- Sarajevo : Muzicka Akademija

## Brésil
- São José dos Campos : (CMV) Conservatório Musical e Faculdade Villa-lobos - Música
- Barra Mansa : (UBM) Centro Universitário de Barra Mansa - Música
- Bauru : (USC) Universidade do Sagrado Coração - Música com Habilitação em Educação Musical
- Belém : (UEPA) Universidade do Estado do Pará - Música
- Belém : (UFPA) Universidade Federal do Pará - Educação Artística (Modalidade Música)
- Belo Horizonte : (IMIH) Centro Universitário Metodista Izabela Hendrix - Música
- Belo Horizonte : (FAMINAS-BH) Faculdade de Minas BH - Música
- Belo Horizonte : (UEMG) Universidade do Estado de Minas Gerais - Educação Musical Escolar
- Belo Horizonte : (UFMG) Universidade Federal de Minas Gerais - Escola de Música
- Blumenau : (FURB) Universidade Regional de Blumenau - Música
- Brasilia : (UnB) Universidade de Brasília - Instituto de Artes (Departamento de Música)
- Campina Grande : (UFCG) Universidade Federal de Campina Grande - Bacharelado em Música
- Campinas : (UNICAMP) Université d'État de Campinas (IA) Instituto de Artes (Curso de Música)
- Campo Grande : (UFMS) Universidade Federal de Mato Grosso do Sul - Educação Musical
- Campo Limpo Paulista : (FACCAMP) Faculdade Campo Limpo Paulista - Música
- Cascavel : (FACIAP) Faculdade de Ciências Aplicadas de Cascavel - Música
- Cuiabá : (UFMT) Universidade Federal de Mato Grosso - Música
- Curitiba : (EMBAP) Escola de Música e Belas Artes do Paraná - Música
- Curitiba : (FAP) Faculdade de Artes do Paraná - Bacharelado em Música Popular
- Curitiba : (UFPR) Universidade Federal do Paraná - Música / Luteria
- Diamantina : (FAFIDIA) Faculdade de Filosofia e Letras de Diamantina - Música
- Engenheiro Coelho : (UNASP) Centro Universitário Adventista de São Paulo - Música
- Florianópolis : (UDESC) Fundação Universidade do Estado de Santa Catarina - Música
- Fortaleza : (UECE) Universidade Estadual do Ceará - Música
- Fortaleza : (UFC) Universidade Federal do Ceará - Educação Musical
- Goiânia : (UFG) Universidade Federal de Goiás - Escola de Música e Artes Cênicas
- Itajaí : (Univali) Universidade do Vale do Itajaí - Música
- João Pessoa : (UFPB) Universidade Federal da Paraíba - Educação Musical
- Juiz de Fora : (UFJF) Universidade Federal de Juiz de Fora - Bacharelado em Música
- Lages : (UNIPLAC) Universidade do Planalto Catarinense - Música
- Leopoldina : (UNINCOR) Universidade Vale do Rio Verde - Música
- Londrina : (UEL) Universidade Estadual de Londrina - Música
- Maceió : (CESMAC) Centro de Estudos Superiores de Maceió - Música
- Maceió : (UFAL) Universidade Federal de Alagoas - Música
- Manaus : (UEA) Universidade do Estado do Amazonas - Música
- Manaus : (UFAM) Universidade Federal do Amazonas - Música
- Maringá : (UEM) Universidade Estadual de Maringá - Licenciatura em Educação Musical
- Montenegro : (UERGS) Universidade Estadual do Rio Grande do Sul - Graduação em Música: Licenciatura
- Montes Claros : (UNIMONTES) Universidade Estadual de Montes Claros - Instituto de Artes (Curso de Música)
- Mossoró : (UERN) Universidade do Estado do Rio Grande do Norte - Música
- Muriaé : (FAMINAS) Faculdade de Minas - Música
- Natal : (UFRN) Universidade Federal do Rio Grande do Norte - Música
- Niterói : (CMN) Conservatório de Música de Niterói - Música
- Nova Friburgo : (UCAM) Universidade Cândido Mendes - Música
- Osasco : (FAC-FITO) Faculdade de Ciências da Fundação Instituto Tecnológico de Osasco - Licenciatura em Música
- Ouro Preto : (UFOP) Universidade Federal de Ouro Preto - Educação Musical
- Passo Fundo : (UPF) Universidade de Passo Fundo - Música
- Pelotas : (UFPel) Universidade Federal de Pelotas - Composição Musical
- Pindamonhangaba : (FASC) Faculdade Santa Cecília - Música
- Piracicaba : (UNIMEP) Universidade Metodista de Piracicaba - Música
- Ponta Grossa : (UEPG) Universidade Estadual de Ponta Grossa - Música
- Porto Alegre : (IPA) Centro Universitário Metodista - Música
- Porto Alegre : (UFRGS) Universidade Federal do Rio Grande do Sul - Instituto de Artes (Departamento de Música)
- Porto Velho : (UNIR) Fundação Universidade Federal de Rondônia - Música
- Presidente Prudente - Unoeste - Tecnólogo em Música e Produção Fonográfica
- Recife : (UFPE) Universidade Federal de Pernambuco - Música
- Ribeirão Preto : (UNAERP) Universidade de Ribeirão Preto - Música
- Ribeirão Preto : (USP) Université de São Paulo (ECA) Escola de Comunicações e Artes (Departamento de Música)
- Rio Branco : (UFAC) Universidade Federal do Acre - Música
- Rio de Janeiro : (CBM) Conservatoire de musique du Brésil - (CEU) Centro Universitário
- Rio de Janeiro : (FABAT) Faculdade Batista do Rio de Janeiro - Música
- Rio de Janeiro : (UNIRIO) Universidade Federal do Estado do Rio de Janeiro - Música
- Rio de Janeiro : (UFRJ) Université fédérale de Rio de Janeiro - Escola de Música
- Salvador : (FACESA) Faculdade Evangélica de Salvador - Música
- Salvador : (UCSAL) Universidade Católica do Salvador - Música
- Salvador : (UFBA) Universidade Federal da Bahia - Escola de Música
- Santa Maria : (UFSM) Universidade Federal de Santa Maria - Música
- Santarém : (UEPA) Universidade do Estado do Pará - Música
- Santo André : (FAINC) Faculdades Integradas Coração de Jesus - Música
- São Carlos : (UFSCar) Universidade Federal de São Carlos - Departamento de Artes e Comunicação
- São Cristóvão : (UFS) Universidade Federal de Sergipe - Educação Musical
- São João del-Rei : (UFSJ) Universidade Federal de São João Del Rei - Música
- São Leopoldo : (ISM) Instituto Superior de Música de São Leopoldo - Música
- São Luís : (UEMA) Universidade Estadual do Maranhão - Licenciatura em Música
- São Luís : (UFMA) Universidade Federal do Maranhão - Música
- São Paulo : (UNISANT'ANNA) Centro Universitário Sant´Anna - Música
- São Paulo : (CDMSP) Conservatório Dramático e Musical de São Paulo
- São Paulo : Conservatório Musical Beethoven
- São Paulo : (F.I.C.) Faculdade Integral Cantareira - Música
- São Paulo : (FMCG) Faculdade de Música Carlos Gomes - Música
- São Paulo : (FAMOSP) Faculdade Mozarteum de São Paulo - Música
- São Paulo : (FPA) Faculdade Paulista de Artes - Música
- São Paulo : (FASM) Faculdade Santa Marcelina - Música
- São Paulo : (UniFIAM-FAAM) Fiam-Faam - Centro Universitário - Música
- São Paulo : (UAM) Universidade Anhembi Morumbi - Tecnologia em Produção Fonográfica / Produção de Música Eletrônica
- São Paulo : (UNICSUL) Universidade Cruzeiro do Sul - Música
- São Paulo : (UNESP) Universidade Estadual Paulista - Instituto de Artes
- São Paulo : (ULM) Universidade Livre de Música - Centro de Estudos Musicais Tom Jobim
- São Paulo : (ECA-USP) Escola de Comunicações e Artes - Universidade de São Paulo
- Tatuí : Conservatório Dramático e Musical de Tatuí
- Teresina : (UFPI) Universidade Federal do Piauí - Música
- Três Corações : (UNINCOR) Universidade Vale do Rio Verde - Música
- Uberlândia : (UFU) Universidade Federal de Uberlândia - Música
- Vigia : (UEPA) Universidade do Estado do Pará - Música
- Vitória : (FAMES) Faculdade de Música do Espírito Santo - Música
- Vitória : (UFES) Universidade Federal do Espírito Santo - Música

## Bulgarie
- Plovdiv : Academy of Music Dance and Fine Arts
- Sofia : Académie nationale de musique Pantcho Vladiguerov

## Canada

### Écoles et conservatoires
- Banff : The Banff Centre (Music and Sound Department)
- Calgary : Mount Royal College Conservatory
- Drummondville : Cégep de Drummondville
- Edmonton : Grant MacEwan College (Music program)
- Gatineau : Conservatoire de musique
- Grande Prairie : Grande Prairie Regional College (Conservatory of Music)
- Halifax : Maritime Conservatory of Performing Arts
- Lloydminster : Lakeland College (Conservatory of Music)
- Medicine Hat : Medicine Hat College (Conservatory of Music)
- Montréal : Conservatoire de musique
- Laval : Académie de musique Ste-Dorothée de Laval
- Laval : Allegro Musique
- New Westminster : Douglas College (Music Department and Community Music School)
- North Vancouver : Capilano College (Community Music School)
- Outremont : École Vincent-d'Indy
- Prince Albert : Rivier Academy
- Québec : Conservatoire de musique et d'art dramatique de Québec
- Red Deer : Red Deer College
- Rimouski : Conservatoire de musique
- Saguenay : Conservatoire de musique
- Sydney : McKenzie College
- Three Hills : Prairie Bible College
- Toronto : Humber College (School of Music)
- Toronto : Royal Conservatory of Music - Glenn Gould Professional School
- Trois-Rivières : Conservatoire de musique
- Val-d'Or : Conservatoire de musique
- Vancouver : Vancouver Academy of Music (S.K. Lee College)
- Vancouver : Vancouver Community College
- Victoria : Victoria Conservatory of Music
- Winnipeg : Manitoba Conservatory of Music and Arts

### CÉGEP (Québec)
- Alma : Collège d'Alma[2]
- Drummondville : Cégep de Drummondville[3]
- Joliette : Cégep régional de Lanaudière[4]
- Montréal : Cégep de Marie-Victorin[5]
- Montréal : Cégep de Saint-Laurent[6]
- Montréal : Vanier college[7]
- Québec : Cégep de Sainte-Foy[8]
- Sainte-Thérèse : Collège Lionel-Groulx[9]
- Sherbrooke : Cégep de Sherbrooke
- Trois-Rivières : Cégep de Trois-Rivières[10]

### Universités
- Ancaster : Redeemer University College (Music Program)
- Antigonish : St. Francis Xavier University (Department of Music)
- Brandon : University of Brandon (Eckhardt-Gramatté Conservatory of Music)
- Brandon : Brandon University (School of Music)
- Burnaby : British Columbia Conservatory of Music
- Burnaby : Simon Fraser University (School for the Contemporary Arts)
- Calgary : University of Calgary (Department of Music)
- Camrose : Augustana University College (Conservatory of Music)
- Charlottetown : University of Prince Edward Island (Department of Music)
- Edmonton : Concordia University College of Alberta (School of Music)
- Edmonton : The King's University (Department of Music)[11]
- Edmonton : University of Alberta (Department of Music)
- Guelph : University of Guelph (School of Fine Art and Music)
- Halifax : Dalhousie University (Department of Music)
- Hamilton : McMaster University (School of the Arts)
- Kingston : Queen's University (School of Music)
- Lacombe : Canadian University College (Music Department)
- Langley : Kwantlen University College (Music Department)
- Langley : Trinity Western University (Department of Music)
- Lethbridge : University of Lethbridge (Faculty of Fine Arts - Department of Music)
- London : The University of Western Ontario
- Moncton : Université de Moncton (Département de musique)
- Montréal : Université de Montréal (Faculty of Music)
- Montréal : McGill University (School of Music)
- Montréal : Université du Québec à Montréal (Faculté des arts - Département de musique[12])
- Montréal : Concordia University (Faculty of Fine Arts - [13]Department of Music)
- Nanaimo : Malaspina University-College (Music Department)
- Ottawa : Carleton University (Music Department)
- Ottawa : Université d'Ottawa (Department of Music)
- Québec : Faculté de musique de l'Université Laval
- Regina : University of Regina
- Sackville : Mount Allison University (Department of Music)
- Saint Catharines : Brock University (Department of Music)
- Saskatoon : University of Saskatchewan (Department of Music)
- Sault-Sainte-Marie : Algoma University (Conservatory of Music)
- Sherbrooke : Bishop's University (Department of Music)
- Sherbrooke : Université de Sherbrooke (Faculté des lettres et sciences humaines - École de musique[14])
- Saint-Jean : Université Memorial de Terre-Neuve (School of Music)
- Sudbury : Huntington University
- Thunder Bay : Lakehead University (Department of Music)
- Toronto : University of Toronto (Faculty of Music)
- Toronto : York University (Department of Music)
- Vancouver : The University of British Columbia (School of Music)
- Victoria : University of Victoria (School of Music)
- Waterloo : Wilfrid Laurier University (Faculty of Music)
- Windsor : University of Windsor (School of Music)
- Winnipeg : Canadian Mennonite University (Department of Music)
- Winnipeg : University of Manitoba (Faculty of Music)
- Wolfville : Acadia University (School of Music)

## Chili
- Providencia : Instituto Profesional Projazz
- Providencia : Pontificia Universidad Católica de Chile (Instituto de Música)
- Santiago : Universidad de Chile (Departamento de Música)
- Valdivia : Universidad Austral de Chile (Conservatorio de Música)
- La Serena : Université de La Serena (Departamento de música)

## Chine
- Chengdu : Sichuan Conservatory of Music
- Hong Kong : The Chinese University of Hong-Kong (Department of Music)
- Hong Kong : The Hong Kong Academy for Performing Arts (School of Music
- Hong Kong : University of Hong Kong (Department of Music)
- Pékin : Academy of Chinese Traditional Opera
- Pékin : Beijing Modern Conservatory of Music
- Pékin : Central conservatory of music
- Pékin : China Conservatory of Music
- Shanghai : Shanghai Conservatory of Music
- Shenyang : Shenyang Conservatory of Music
- Tianjin : Tianjin Conservatory of Music
- Wuhan : Wuhan Conservatory of Music
- Xinghai : Xinghai Conservatory

## Chypre
- Limassol : School of Music Kyriakides
- Nicosie : Cyprus Academy of Music

## Colombie
- Bogota : Fundación Universitaria Juan Corpas (Escuela de Música)
- Bogota : Universidad Nacional de Colombia (Conservatorio de Música)
- Bogota : Universidad Javeriana (Facultad de Música)
- Bogota : EMMAT (Escuela de Música, Medios, Arte y Tecnología) (Escuela de Música)
- Bogota : Escuela de Música y Audio Fernando Sor
- Bogota : Universidad de los Andes (Facultad de Música)
- Carthagène des Indes : Institución Universitaria Bellas Artes y Ciencias de Bolívar
- Envigado : Escuela Superior Tecnologica de Artes Debora Arango
- Medellín : Universidad EAFIT [Departamento de Música]
- Medellín : Universidad de Antioquia [Departamento de Música]
- Medellín : Fundacion Universitaria Bellas Artes [Departamento de Música]
- Medellín : Corporacion universitaria adventista - UNAC
- Tolima : Conservatoire de musique Alberto Castilla

## Corée du Sud
- Séoul : Korean National University of Arts (School of Music)

## Costa Rica
- San José : Universidad de Costa Rica (Escuela de Artes Musicales)

## Croatie
- Lovran : Music Academy Ino Mirkovic
- Split : Conservatoire de Musique de l’Académie des Arts
- Split : University of Split (Arts Academy)
- Zagreb : Muzicka Akademija Sveucilista U Zagrebu

## Cuba
- La Havane : Conservatorio de Música Amadeo Roldán
- Santiago de Cuba : Centro Nacional de Escuelas de Arte
- La Havane: Instituto Superior de Arte (Facultad de Musica)

## Danemark
- Aalborg : Academy of Music
- Aarhus : Royal Academy of Music
- Copenhague : The Royal Danish Academy of Music
- Copenhague : Rhythmic Music Conservatory (RMC)
- Esbjerg : Vestjysk Musikkonservatorium
- Odense : Det Fynske Musikkonservatorium
- Viborg : Viborg Musikskole

## Égypte
- Alexandrie : Conservatoire de Musique d'Alexandrie
- Le Caire : Conservatoire de Musique de l’Académie des Arts

## Espagne

### Conservatoires supérieurs
- Alicante : Conservatorio superior de Música Óscar Esplá
- Badajoz : Conservatorio superior de Música
- Barcelone : Conservatoire supérieur de musique du Liceu
- Barcelone : École supérieure de musique de Catalogne
- Bilbao : Conservatorio superior de Música Juan Crisóstomo de Arriaga
- Castellón : El Conservatori Superior de Música de Castelló Salvador Seguí
- Cordoue : Conservatorio superior de Música Rafael Orozco
- Grenade : Conservatorio superior de Música Victoria Eugenia
- Jaén: Conservatorio Superior de Música Andrés de Vandelvira
- La Corogne : Conservatorio superior de Música de La Coruña
- Las Palmas de Grande Canarie : Conservatorio Superior de Música
- Madrid : École supérieure de musique Reine-Sophie
- Madrid : Conservatoire royal supérieur de musique de Madrid
- Malaga : Conservatorio superior de Música
- Murcie : Conservatorio superior de Música Manuel Massotti Littel (es)
- Oviedo : Conservatorio superior de Música Eduardo Martínez Torner (es)
- Palma : Conservatorio Superior de Música
- Pampelune : Conservatorio superior de Música Pablo de Sarasate
- Salamanque : Conservatorio superior de Música
- Saint-Sébastien : Conservatorio superior de Música Musikene (en)
- Santa Cruz de Tenerife : Conservatorio Superior de Música - Santa Cruz de Tenerife
- Saragosse : Conservatorio Superior de Música de Zaragoza
- Séville : Conservatorio superior de Música Manuel Castillo (es)
- Valence : Conservatorio superior de Música Joaquín Rodrigo
- Vigo : Conservatorio superior de Música (CSM)
- Vitoria-Gasteiz : Conservatorio superior de Música Jesús Guridi

### Conservatoires professionnels
- Albacete : Conservatorio Profesional de Música Tomás de Torrejón y Velasco
- Albacete : Real Conservatorio Profesional de Música y Danza
- Alcalá de Henares : Conservatorio Profesional de Música
- Alcañiz : Conservatorio Profesional de Música de Alcañiz José Peris Lacasa (es)
- Alicante : Conservatori Professional de Música Gutiarrista José Tomás (en)
- Almansa : Conservatorio Profesional de Música Jerónimo Meseguer
- Almería : Real Conservatorio Profesional de Música de Almería
- Ávila : Conservatorio Profesional de Música Tomás Luis de Victoria
- Barcelone : Conservatori Municipal de Música
- Cadix : Real Conservatorio Profesional de Música Manuel de Falla
- Ciudad Real : Conservatorio Profesional de Música Marcos Redondo
- Cuenca : Conservatorio Profesional de Música de Cuenca Pedro de Aranaz
- Ibiza : Conservatorio Profesional de Música i Dansa
- Ferrol : Conservatorio Profesional de Música de Ferrol Xan Viaño
- Getafe : Conservatorio Profesional de Música Rodolfo Halffter
- Grenade : Conservatorio Profesional de Música Ángel Barrios
- Huelva : Conservatorio Profesional de Música
- Jaen : Conservatorio Profesional de Música
- Leon : Conservatorio Provincial Profesional de Música José Castro Ovejero
- Logroño : Conservatorio Profesional de Música de La Rioja
- Lorca : Conservatorio Profesional de Música Narciso Yepes
- Madrid : Conservatorio Profesional de Música Adolfo Salazar (en)
- Madrid : Conservatorio Profesional de Música Arturo Soria
- Madrid : Conservatorio Profesional de Música Joaquín Turina
- Madrid : Conservatorio Profesional de Música Federico Moreno Torroba
- Madrid : Conservatorio Profesional de Música Padre Antonio Soler
- Madrid : Conservatorio Profesional de Música Teresa Berganza
- Madrid : Conservatorio Profesional de Música Victoria de los Ángeles
- Malaga : Conservatorio Profesional de Música Manuel Carra (es)
- Port Mahon : Conservatorio Profesional de Música
- Monzón : Conservatorio Profesional de Música Miguel Fleta
- Murcie : Conservatorio Profesional de Música
- Novelda : Conservatorio Profesional de Música Mestre Gomis
- Orense : Conservatorio Profesional de Música de Ourense
- Palma : Conservatorio Profesional de Música i Dansa de Mallorca
- Pontevedra : Conservatorio Profesional de Música Manuel Quiroga (en)
- Puertollano : Conservatorio Profesional de Música Pablo Sorozábal
- Salamanque : Conservatorio Profesional de Música
- Santander : Conservatorio Profesional de Música Jesús de Monasterio
- Ségovie : Conservatorio Profesional de Música de Segovia
- Séville : Conservatorio Profesional de Música Cristobal de Morales
- Soria : Conservatorio Profesional de Música
- Tarazona : Conservatorio Profesional de Música
- Valence : Conservatorio Profesional de Música
- Valladolid : Conservatorio Provincial Profesional de Música
- Vigo : Conservatorio Profesional de Música
- Zamora : Conservatorio Provincial Profesional de Música de Zamora

### Universités
- Barcelone : université autonome de Barcelone
- La Rioja : université de La Rioja
- Madrid : université complutense de Madrid
- Madrid : université autonome de Madrid
- Murcie : Universidad Católica de Murcia
- Oviedo : université d'Oviedo
- Saint-Jacques-de-Compostelle : université de Saint-Jacques-de-Compostelle
- Salamanque : université de Salamanque
- Valladolid : université de Valladolid

## Estonie
- Tallinn : Eesti Teatri - Ja Muusikaakadeemia
- Tallinn : Estonian Academy of Music and Theatre
- Viljandi : Viljandi Culture Academy

## États-Unis

### Collèges
- Adrian : Adrian College (Music Department)
- Albion : Albion College (Music Program)
- Allentown : Muhlenberg College (Music Department)
- Alliance : Mount Union College (Department of Music)
- Alma : Alma College (Music Department)
- Annandale-on-Hudson : The Bard College (Conservatory of Music)
- Baltimore : Goucher College (Music Program)
- Berea : Baldwin-Wallace College (Conservatory of Music)
- Bethlehem : Moravian College (Music Department)
- Birmingham : Birmingham-Southern College (Music Department)
- Blacksburg : Virgiania Tech (Music Department)
- Brooklyn : Brooklyn College (Conservatory of Music)
- Brunswick : Bowdoin College (Music Department)
- Caldwell : Albertson College of Idaho (Music Department)
- Cambridge : (MIT) Massachusetts Institute of Technology (Music and Theater Arts)
- Carlisle : Dickinson College (Department of Music)
- Castleton : Castleton State College (Department of Music)
- Charleston : College of Charleston (Music Department)
- Chestnut Hill : Boston College (Music Department)
- Claremont : Pomona College (Music Department)
- Claremont : Scripps College (Music Department)
- Cleveland : The Cleveland Institute of Music (CIM)
- Clinton : Hamilton College (Department of Music)
- Clinton : Mississippi College (Department of Music)
- Colorado Springs : Colorado College (Music Department)
- Conway : Hendrix College (Music Program)
- Crawfordsville : Wabash College (Music Program)
- Crete : Doane College (Music Program)
- Davidson : Davidson College (Music Program)
- Dayton : Bryan College (Department of Music)
- Decatur : Agnes Scott College (Department of Music)
- Decorah : Luther College (Music Program)
- Détroit : Marygrove College (Music Program)
- Durango Drive (en) : Fort Lewis College (Music Department)
- Due West : Erskine College (Music Program)
- Easton : Lafayette College (Department of Music)
- Elizabethtown : Elizabethtown College (Music Program)
- Elon : Elon College (Department of Music)
- Emory : Emory and Henry College (Music Program)
- Fredonia : Suny College (School of Music)
- Galesburg : Knox College (Music Program)
- Gambier : Kenyon College (Department of Music)
- Geneva : Hobart and William Smith Colleges (Department of Music)
- Georgetown : Georgetown College (Department of Music)
- Gettysburg : Gettysburg College (Sunderman Conservatory)
- Goshen : Goshen College (Music Department)
- Grand Rapids : Calvin College (Music Department)
- Grantham : Messiah College (Music Department)
- Greensboro : Guilford College (Music Department)
- Grinnell : Grinnell College (Department of Music)
- Grove City : Grove City College (Music Program)
- Hartford : Trinity College (Music Program)
- Holland : Hope College (Department of Music)
- Hampden Sydney : Hampden-Sydney College (Music Program)
- Hanover : Hanover College (Music Program)
- Hanover : Dartmouth College (Music Department)
- Haverford : Haverford College (Department of Music)
- Hillsboro : Tabor College (Music Program)
- Hillsdale : Hillsdale College (Music Program)
- Hiram : Hiram College (Department of Music)
- Houghton : Houghton College (School of Music)
- Huntingdon : Juniata College (Music Program)
- Ithaca : Ithaca College (School of Music)
- Jackson : Belhaven College (Music Department)
- Jamestown : Jamestown College (Music Department)
- Jefferson City : Carson-Newman College (Department of Music)
- Kalamazoo : Kalamazoo College (Music Department)
- Keene : Keene State College (Music Program)
- Lewiston : Bates College (Music Program)
- Lake Forest : Lake Forest College (Department of Music)
- Lancaster : Franklin and Marshall College (Music Program)
- Lookout Mountain : Covenant College (Music Program)
- Los Angeles : Occidental College (Music Department)
- Lynchburg : Lynchburg College (Music Program)
- Memphis : Rhodes College (Music Department)
- Middlebury : Middlebury College (Music Department)
- Milledgeville : Georgia College & State University (Department of Music and Theatre)
- Milligan College (en) : Milligan College (Music Program)
- Minneapolis : Augsburg College (Music Program)
- Mishawaka : Bethel College (Music Department)
- Montgomery : Huntingdon College (Music Program)
- Moorhead : Concordia College (Music Department)
- Mount Vernon : Cornell College (Music Program)
- New London : Connecticut College (Department of Music)
- New York : Barnard College (Music Program)
- New York : Vassar College (Music Department)
- Northfield : Carleton College (Department of Music)
- Northfield : St. Olaf College (Music Department)
- Norfolk : Virginia Wesleyan College (Music Program)
- Northampton : Smith College (Music Department)
- North Newton : Bethel College (Music Department)
- Nyack : Nyack College (School of Music)
- Orange City : Northwestern College (Music Program)
- Palos Heights : Trinity Christian College (Music Program)
- Pasadena : California Institute of Technology
- Pella : Central College (Music Program)
- Pineville : Louisiana College (Department of Music)
- Point Lookout (en) : College of the Ozarks (Music Department)
- Portland : Lewis & Clark College (Department of Music)
- Portland : Reed College (Music Department)
- Poughkeepsie : Marist College (Department of Music)
- Poughkeepsie : Vassar College (Department of Music)
- Providence : Providence College (Department of Music)
- Quincy : Eastern Nazarene College (Music Program)
- Richmond : Earlham College (Music Department)
- Ripon : Ripon College (Music Program)
- Rochester : Roberts Wesleyan College (Music Division)
- Rochester Hills : Rochester College (Music Program)
- Saint Joseph : College of St. Benedict (Music Department)
- Saint George : Dixie College (Music Department)
- St. Mary's City (en) : St. Mary's College of Maryland (Music Department)
- Saint Paul : Macalester College (Music Department)
- Saint Paul : McNally Smith College of Music
- Saint Paul : Northwestern College (Music Program)
- Saint Peter : Gustavus Adolphus College (Music Department)
- Prescott : Yavapai College (Music Department)
- Salem : Corban College (Music Program)
- Salisbury : Catawba College (Music Program)
- Salt Lake City : Westminster College (Music Program)
- Santa Barbara : Westmont College (Music Department)
- Santa Clarita : Master's College (Music Program)
- Saratoga Springs : Skidmore College (Department of Music)
- Schenectady : Union College (Department of Music)
- Sherman : Austin College (Department of Music)
- Shreveport : Centenary College of Louisiana (Hurley School of Music)
- Sioux Center : Dordt College (Music Program)
- Sioux City : Morningside College (Music Department)
- Spartanburg : Converse College (Petrie School of Music)
- Staten Island : Wagner College (Music Program)
- St. Bonifacius : Crown College (Music Program)
- Sterling : Sterling College (Department of Music)
- St. Petersburg : Eckerd College (Music Program)
- Swarthmore : Swarthmore College (Music Program)
- Sweet Briar : Sweet Briar College (en) (Music Program)
- Tiffin : Heidelberg College (Music Program)
- Waleska : Reinhardt College (Music Program)
- Walla Walla : Whitman College (Music Department)
- Waterville : Colby College (Music Department)
- Waverly : Wartburg College (Music Department)
- Wellesley : Wellesley College (Music Department)
- Wenham : Gordon College
- Wheaton : Wheaton College (Conservatory of Music)
- Whittier : Whittier College (Department of Music)
- Williamsport : Lycoming College (Music Department)
- Williamstown : Williams College (Department of Music)
- Wilmore : Asbury College (Music Program)
- Winona Lake : Grace College & Seminary (School of Music)
- Winter Park : Rollins College (Department of Music)
- Wooster : College of Wooster (Music Department)
- Worcester : College of the Holy Cross (Music Department)
- Yuma : Arizona Western College (Music Department)

### Conservatoires
- Bel Air : Maryland Conservatory of Music
- Bethesda : Washington Conservatory of Music
- Boca Raton : The Harid Conservatory School of Music
- Boston : Berklee College of Music
- Boston : Conservatoire de musique de la Nouvelle-Angleterre
- Boston : Conservatoire de Boston
- Cambridge : Longy School of Music
- Chicago : Old Town School of Folk Music
- Concord : The Concord Conservatory of Music
- Détroit : Clark Conservatory of Music
- Flint : Flint Institute of Music
- Hammond : American Conservatory of Music
- Interlochen (en) : Interlochen Center for the Arts
- Los Angeles : Colburn School of Performing Arts
- Miami : New World School of the Arts
- Milwaukee : Wisconsin Conservatory of Music
- Montecito : Music Academy of the West
- Murfreesboro : McLean School of Music
- New Brunswick : Mason Gross (School of the Arts)
- New York : Juilliard School
- New York : Manhattan School of Music
- New York : Mannes College of Music
- Oberlin : Conservatory of Music
- Philadelphie : Institut Curtis
- San Francisco : San Francisco Conservatory of Music
- San Rafael : Ali Akbar College of Music
- Silver Lake : Silverlake Conservatory of Music
- Taos : Taos School of Music
- Valencia : California Institute of the Arts (School of Music)
- Walnut : Tchaikovsky School of Music
- Washington : Levine School of Music
- Wilmington : Wilmington Academy of Music
- Winston-Salem : North Carolina School of Arts (School of Music)

### Universités
- Abilene : Abilene Christian University (Department of Music)
- Abilene : Hardin-Simmons University (School of Music)
- Aiken : University of South Carolina (Fine Arts Department)
- Albuquerque : University of New Mexico (Department of Music)
- Ames : Iowa State University (Department of Music and Theater)
- Amherst : University of Massachusetts (Department of Music and Dance)
- Anderson : Anderson University (School of Music)
- Ann Arbor : University of Michigan (School of Music, theater and dance)
- Appleton : Lawrence University (Conservatory of Music)
- Arcata : université d'État de Humboldt (Department of Music)
- Arkadelphia : Henderson State University (Department of Music)
- Arkadelphia : Ouchita Baptist University (School of Fine Arts - Division of Music)
- Asheville : University of North Carolina (Music Department)
- Ashland : Southern Oregon University (Department of Music)
- Athens : University of Georgia (Hugh Hodgson School of Music)
- Athens : Ohio University (School of Music)
- Austin : University of Texas (School of Music)
- Azusa : Azusa Pacific University (School of Music)
- Baldwin City : Baker University (Department of Music)
- Baltimore : Johns Hopkins University (Peabody Institute)
- Baton Rouge : Louisiana State University (College of Music and Dramatic Arts)
- Beaumont : Lamar University (Department of Music, Theater and Dance)
- Bellingham : Western Washington University (Department of Music)
- Berkeley : University of California (Department of Music)
- Bethany : Southern Nazarene University (School of Music)
- Birmingham : Samford University (School of Music)
- Birmingham : University of Alabama (Department of Music)
- Bloomington : Illinois Wesleyan University (School of Music)
- Bloomington : Indiana University (Jacobs school of music)
- Bloomsburg : Bloomsburg University (Department of Music)
- Bluffton : Bluffton University (Music Department)
- Boca Raton : Boca Raton Lynn University (Music Conservatory)
- Boise : Boise University (Department of Music)
- Boone : Appalachian State University (School of Music)
- Boston : Boston University (College of Music)
- Boston : Northeastern University (Music Department)
- Boulder : University of Colorado (College of Music)
- Bourbonnais : Olivet Nazarene University (College of Arts - Music)
- Bowling Green : Bowling Green State University (School of Musical Arts)
- Bozeman : Montana State University (Department of Music)
- Buffalo : State University of New York at Buffalo (Department of Music)
- Cambridge : Harvard University (Department of Music)
- Camden : Rutgers University (Department of Music)
- Campbellsville : Campbellsville University (School of Music)
- Canyon : West Texas A&M University (Department of Music and Dance)
- Carbondale : Southern Illinois University (School of Music)
- Canton : St. Lawrence University (Music Department)
- Cedar Falls : University of Northern Iowa (School of Music)
- Cedarville : Cedarville University (Department of Music and Art)
- Central : Southern Wesleyan University (Music Program)
- Chapel Hill : University of North Carolina (The Department of Music)
- Charlottesville : University of Virginia (McIntire Department of Music)
- Cheney : Eastern Washington University (Music Department)
- Chicago : Roosevelt University (The Music Conservatory)
- Chicago : DePaul University (School of Music)
- Chicago : North Park University (School of Music)
- Chicago : University of Chicago (Department of Music)
- Chickasha : University of Science and Arts of Oklahoma (Music)
- Chico : California State University (Department of Music)
- Cincinnati : University of Cincinnati (College-Conservatory of Music)
- Clemson : Clemson University (Department of Performing Arts)
- Cleveland : Case Western Reserve University (Department of Music)
- Cleveland : Cleveland State University (Department of Music)
- Cleveland : Lee University (School of Music)
- College Park : University of Maryland (School of Music)
- Columbia : University of Missouri (Department of Music)
- Columbia : University of South Carolina (School of Music)
- Columbus : Columbus State University (Schwob School of Music)
- Columbus : The Ohio State University (School of Music)
- Columbus : Capital University (Conservatory of Music)
- Conway : University of Central Arkansas (Department of Music)
- Dallas : Dallas Baptist University (College of Fine Arts)
- Dallas : Southern Methodist University (Division of Music)
- Davis : University of California (Department of Music)
- Dayton : University of Dayton (Department of Music)
- Dayton : Université d'État Wright (Department of Music)
- Decatur : Millikin University (School of Music)
- Deerfield : Trinity International University (School of Music)
- Dekalb : Northern Illinois University (School of Music)
- Delaware : Ohio Wesleyan University (Music Department)
- Denton : University of North Texas (College of Music)
- Denver : University of Colorado (College of Arts and Media)
- Denver : University of Denver (Lamont School of Music)
- Des Moines : Drake University (Music Courses and Links)
- Duluth : University University Minnesota (Music Department)
- Durham : Duke University (Music Department)
- Durham : University of New Hampshire (Department of Music)
- Edinboro : Edinboro University of Pennsylvania (Music Department)
- Edinburg : The University of Texas-Pan American (Music Department)
- Eugene : University of Oregon (School of Music)
- Evanston : Northwestern University (School of Music)
- Evansville : University of Evansville (Department of Music)
- Fayetteville : University of Arkansas (Music Department)
- Flagstaff : Northern Arizona University (School of Music)
- Florence : University of North Alabama (Department of Music)
- Fort Worth : Texas Christian University (School of Music)
- Fresno : California State University (Department of Music)
- Frostburg : Frostburg State University (Department of Music)
- Gainesville : University of Florida (School of Music)
- Georgetown : Southwestern University (Department of Music)
- Glassboro : The Rowan University (College of Music)
- Gorham : University of Southern Maine (School of Music)
- Granville : Denison University
- Grayson : Kentucky Christian University (School of Music)
- Greeley : Université du Nord du Colorado
- Greencastle : DePauw University (School of Music)
- Greensboro : University of North Carolina (School of Music)
- Greenville : East Carolina University (School of Music)
- Greenville : Bob Jones University
- Greenville : Furman University (Department of Music)
- Hamilton : Colgate University (Music Department)
- Harrisonburg : Eastern Mennonite University (Music Program)
- Harrisonburg : James Madison University (School of Music)
- Hattiesburg : University of Southern Mississippi (School of Music)
- Hayward : California State University (Music Department)
- Hempstead : Hofstra University (Music Department)
- Honolulu : University of Hawai´i (Music Department)
- Houston : Rice University (Shepherd School of Music)
- Houston : University of Houston (Moores School of Music)
- Huntington : Huntington University (Department of Music)
- Huntsville : University of Alabama (Music Department)
- Huntsville : Sam Houston State University (School of Music)
- Indianapolis : Butler University (Jordan College of Fine Arts)
- Indianapolis : Indiana University (School of Music)
- Iowa City : University of Iowa (School of Music)
- Irvine : University of California (Department of Music)
- Irving : University of Dallas (Deparment of Music)
- Ithaca : Cornell University (Deparment of Music)
- Jackson : Union University (Department of Music)
- Jacksonville : Université d'État de Jacksonville (Department of Music)
- Jacksonville : University of North Florida (Department of Music)
- Kalamazoo : Western Michigan University (School of Music)
- Kansas City : UMKC University of Missouri-Kansas City (Conservatory of Music)
- Kenosha : University of Wisconsin-Parkside (Music Department)
- Kent : Kent State University (School of Music)
- Kingston : University of Rhode Island (Music Department)
- Kirksville : Truman State University
- Knoxville : University of Tennessee (Department of Music)
- Lafayette : University of Southwestern Louisiana (School of Music)
- La Jolla : University of California (Department of Music)
- Lakeland : Southeastern University (Department of Music)
- Lakewood : Colorado Christian University (School of Music)
- La Mirada : Biola University (Conservatory of Music)
- Lancaster : The University of Pennsylvania (Academy of Music)
- Lancaster : The University of Pennsylvania (Department of Music)
- La Crosse : Viterbo University (Music Department)
- Laramie : University of Wyoming (Department of Music)
- Las Vegas : University of Nevada (Department of Music and Dance)
- Lawrence : The University of Kansas (Department of Music)
- Lawrenceville : Westminster Choir College of Rider University
- Lawton : Cameron University (Department of Music)
- Lebanon : Cumberland University (School of Music)
- Lebanon : McKendree University (Department of Music)
- Lexington : Transylvania University (Music Program)
- Lexington : University of Kentucky (School of Music)
- Lexington : Washington and Lee University (Department of Music)
- Lincoln : Nebraska Wesleyan University (Department of Music)
- Lincoln : University of Nebraska (School of Music)
- Livonia : Madonna University (Music Program)
- Logan : Utah State University (Music Department)
- Long Beach : California State University (Department of Music)
- Los Angeles : University of Southern California (Thornton School of Music)
- Los Angeles : University of California (Department of Music)
- Louisville : University of Louisville (School of Music)
- Madison : Drew University (Music Department)
- Madison : University of Wisconsin (School of Music)
- Mansfield : Mansfield University (Music Department)
- Marion : Indiana Wesleyan University (Division of Music)
- Marshall : East Texas Baptist University (Department of Music)
- Martin : University of Tennessee (Department of Music)
- Medford : Tufts University (Music Department)
- Memphis : University of Memphis (Rudi E. Scheidt School of Music)
- Miami : University of Miami (Frost School of Music)
- Milwaukee : University of Wisconsin-Milwaukee (Peck School of the Arts)
- Minneapolis : University of Minnesota (School of Music)
- Missoula : University of Montana (Department of Music)
- Monmouth : Western Oregon University (Department of Music)
- Montevallo : University of Montevallo (Department of Music)
- Montgomery : Alabama State University (School of Music)
- Montgomery : Faulkner University
- Morgantown : West Virginia University (Department of Music)
- Morris : University of Minnesota (Music Program)
- Moscow : University of Idaho (Lionel Hampton School of Music)
- Mount Pleasant : Central Michigan University (School of Music)
- Muncie : Ball State University (School of Music)
- Nacogdoches : Stephen F. Austin State University (School of Music)
- Nashville : Belmont University (School of Music)
- Nashville : Lipscomb University (Department of Music)
- Nashville : Trevecca Nazarene University (Department of Music)
- Nashville : Vanderbilt University (Blair School of Music)
- Newark : University of Delaware (Department of Music)
- New Haven : Yale University (École de musique de Yale)
- La Nouvelle-Orléans : Loyola University (College of Music)
- La Nouvelle-Orléans : Tulane University (Department of Music)
- Newport News : Christopher Newport University (Department of Music)
- New York : Columbia University (Department of Music)
- New York : University of New York - Brooklyn College (Conservatory of Music)
- New York : University of New York - City College (Music Department)
- New York : University of New York - Hunter College (Music Department)
- New York : University of New York - Queens College (Aaron Copland School of Music)
- Normal : Illinois State University (School of Music)
- Norman : University of Oklahoma (School of Music)
- Northridge : Université d'État de Californie à Northridge (Department of Music)
- South Bend : Université de Notre-Dame-du-Lac (Department of Music)
- Oklahoma City : Oklahoma Christian University (Department of Music)
- Oklahoma City : Oklahoma City University (Wanda L. Bass School of Music)
- Olathe : MidAmerica Nazarene University (Music Program)
- Omaha : University of Nebraska (Department of Music)
- Orange : Chapman University (Department of Music)
- Orlando : University of Central Florida (Department of Music)
- Orono : University of Maine (Division of Music)
- Oshkosh : University of Wisconsin (Department of Music)
- Oswego : State University of New York College (Music Department)
- Oxford : University of Mississippi (Department of Music)
- Pembroke : The University of North Carolina (Department of Music)
- Pensacola : University of West Florida (Department of Music)
- Peoria : Bradley University (Slane College of Fine Arts)
- Philadelphie : Temple University (Esther Boyer College of Music)
- Philadelphie : University of Arts (School of Music)
- Pittsburgh : Carnegie Mellon University (School of Music)
- Pittsburgh : Chatham University Music
- Pittsburgh : Duquesne University (Mary Pappert School of Music)
- Pittsburgh : Pittsburg State University (Department of Music)
- Pittsburgh : University of Pittsburgh (Music Department)
- Portales : Eastern New Mexico University (School of Music)
- Portland : Point Loma Nazarene University (Department of Art and Music)
- Portland : University of Portland (College of Arts and Sciences)
- Potsdam : State University of New York (The Crane School of Music)
- Princeton : Princeton University (Department of Music)
- Providence : Brown University (Department of Music)
- Provo : Brigham Young University (School of Music)
- Purchase : State University of New York - Purchase College (Conservatory of Music)
- Radford : Radford University (Department of Music)
- Redding : Simpson University (Music Department)
- Reno : University of Nevada (Music Department)
- Richmond : University of Richmond (Department of Music)
- Richmond : Virginia Commonwealth University (Department of Music)
- Rindge : Franklin Pierce College (Music Department)
- River Forest (Illinois) : Concordia University (College of Arts & Sciences)
- Riverside : University of California (Music Department)
- Rochester : University of Rochester (Eastman School of Music)
- Rock Hill : Winthrop University (Department of Music)
- Sacramento : California State University Sacramento (Department of Music)
- Saint David's : Eastern University (Music Program)
- Saint Louis : Missouri Baptist University (Fine Arts Division/Music Program)
- Saint Louis : Washington University (Department of Music)
- Saint Paul : Bethel University (Department of Music)
- Saint Paul : Hamline University (Department of Music)
- Salem : Willamette University (Department of Music)
- Salt Lake City : University of Utah (School of Music)
- San Angelo : Angelo State University (Department of Art and Music)
- San Antonio : Trinity University (Department of Music)
- San Antonio : University of Texas (Department of Music)
- San Diego : Point Loma Nazarene College (Department of Music)
- San Francisco : San Francisco State University (School of Music and Dance)
- San Jose : San Jose State University (School of Music and Dance)
- San Luis Obispo : Californa State University (Department of Music)
- San Marcos : Southwest Texas State University (School of Music)
- Santa Barbara : University of California (Department of Music)
- Santa Clara : Santa Clara University (Center of Performing Arts)
- Seattle : Seattle Pacific University (Department of Music)
- Seattle : University of Washington (School of Music)
- Selinsgrove : Susquehanna University (Department of Music)
- Sewanee (en) : Sewanee: The University of the South (en) (Department of Music)
- Shawnee : Oklahoma Baptist University (Division of Music)
- Siloam Springs : John Brown University (Department of Music)
- Spokane : Gonzaga University (Music Department)
- Spokane : Whitworth University (Music Department)
- Springfield : Evangel University (Department of Music)
- Springfield : Wittenberg University (Department of Music)
- Stanford : Stanford University (Department of Music)
- Stevens Point : University of Wisconsin (Department of Music)
- Stillwater : Oklahoma State University (Department of Music)
- Stockton : University of the Pacific (Conservatory of Music)
- Stony Brook : State University of New York at Stony Brook (Department of Music)
- Storrs : University of Connecticut (Department of Music)
- Superior : University of Wisconsin (Music Department)
- Syracuse : Syracuse University (Setnor School of Music)
- Tacoma : Pacific Lutheran University (Department of Music)
- Tacoma : University of Puget Sound (School of Music)
- Tallahassee : Florida State University (College of Music)
- Tampa : University of South Florida (School of Music)
- Tempe : Arizona State University - Herberger College (School of Music)
- Terre Haute : Indiana State University (Department of Music)
- Tigerville : North Greenville University (Music Program)
- Topeka : Washburn University (Department of Music)
- Towson : Towson University (Department of Music)
- Tucson : University of Arizona (School of Music and Dance)
- Tulsa : University of Tulsa (Henry Kendall School of Music)
- Tuscaloosa : University of Alabama (School of Music)
- University Park (Pennsylvanie) (en) : Pennsylvania State University (School of Music)
- Upland, Indiana : Taylor University (Music Program)
- Upper Montclair, New Jersey (en) : Montclair State University (School of the Arts)
- Urbana : University of Illinois (School of Music)
- Waco : Baylor University (School of Music)
- Waltham : Brandeis University (Music Department)
- Warrensburg : Central Missouri State University (Department of Music)
- Washington : George Washington University (Department of Music)
- Washington : The Catholic University of America (Benjamin T. Rome School of Music)
- Waynesburg : Waynesburg University (Music Program)
- West Chester : West Chester University (School of Music)
- West Hartford : université de Hartford (The Hartt School of Music)
- West Haven : University of New Haven (Department of Music)
- Whitewater : University of Wisconsin (Music Department)
- Wichita : Wichita State University (Department of Fine Arts)
- Williamsburg : University of the Cumberlands (Department of Music)
- Winchester : Shenandoah University (Conservatory of Music)
- Winona : Saint Mary's University (Department of Music)
- Winston-Salem : Wake Forest University (Department of Music)
- Youngstown : Youngstown State University (Dana School of Music)
- Ypsilanti : Eastern Michigan University (Department of Music and Dance)

## Finlande
- Helsinki : Académie Sibelius
- Helsinki : Finlands konservatorieförbund
- Helsinki : Conservatoire d'Helsinki
- Jakobstad : Swedish Polytechnic (Department of Music)
- Joensuu : Joensuu Konservatorio
- Joensuu : North Karelia Polytechnic (Music Programme)
- Jyväskylä : Jyväskylä Polytechnic (School of Music)
- Kokkola : Central Ostrobothnian Conservatory
- Kuopio : Kuopion Konservatorio
- Lahti : Lahti Conservatory
- Lahti : Lahti University of Applied Sciences (Faculty of Music)
- Nykarleby : University of Applied Sciences
- Oulu : Oulu University (School of Music, Dance and Media)
- Tampere : Pirkanmaa University (School of Music)
- Turku : Conservatoire de Turku
- Turku : Turku Music Academy

## France

### Enseignement public

#### Conservatoires nationaux supérieurs
- Lyon : Conservatoire national supérieur de musique et de danse de Lyon
- Paris : Conservatoire national supérieur de musique et de danse de Paris

#### Pôles d'enseignement supérieur
- Aix-en-Provence : Institut d’enseignement supérieur de la musique Europe et Méditerranée
- Bordeaux : Pôle d'enseignement supérieur de musique et de danse Bordeaux Nouvelle-Aquitaine
- Dijon : École supérieure de musique Bourgogne-Franche-Comté
- La Courneuve : Pôle supérieur d'enseignement artistique Aubervilliers - La Courneuve - Seine-Saint-Denis - Île-de-France
- Lille : École supérieure musique et danse Hauts-de-France Lille
- Lyon : Centre de formation des enseignants de danse et de musique Auvergne Rhône-Alpes
- Nantes et Rennes : Pont Supérieur - Pôle d'enseignement supérieur spectacle vivant Bretagne - Pays de la Loire
- Metz : École supérieure d'art de Lorraine
- Paris : Pôle supérieur d'enseignement artistique Paris Boulogne-Billancourt
- Poitiers : Pôle Aliénor
- Rennes : Pôle d'enseignement supérieur spectacle vivant Bretagne Pays-de-la-Loire
- Rouen : Centre de formation des enseignants de danse et de musique de Normandie
- Strasbourg : Haute École des arts du Rhin
- Toulouse : Institut supérieur des arts de Toulouse

#### Centre de formation de musiciens intervenants au sein des universités
- Université d'Aix-Marseille : Centre de formation de musiciens intervenants d'Aix Marseille Université
- Université de Lille : Centre de formation de musiciens intervenants de Lille
- Université Lumière-Lyon-II : Centre de formation de musiciens intervenants de Lyon
- Université Paris-Saclay : Centre de formation de musiciens intervenants Île-de-France
- Université de Poitiers : Centre de formation de musiciens intervenants de Poitiers
- Université Rennes-II : Centre de formation de musiciens intervenants de Rennes
- Université de Strasbourg : Centre de formation de musiciens intervenants de Strasbourg
- Université Toulouse-Jean-Jaurès : Institut de formation de musiciens intervenants de Toulouse
- Université de Tours : Centre de formation de musiciens intervenants de Tours

#### Universités proposant un cursus en musicologie
- Aix-en-Provence : université d'Aix-Marseille
- Angers : université catholique de l'Ouest
- Besançon : université de Franche-Comté
- Dijon : université de Bourgogne
- Évry : université d'Évry
- Grenoble : université Grenoble-Alpes
- Lille : université de Lille
- Lyon : université Lumière-Lyon-II
- Marne-la-Vallée : université Paris-Est
- Metz : université de Lorraine
- Montpellier : université Paul-Valéry-Montpellier
- Nancy : université de Lorraine
- Nanterre : université Paris-Nanterre
- Nice : université Nice-Sophia-Antipolis
- Paris :
  - université Paris-Sorbonne
  - université Sorbonne-Nouvelle
- Pessac : université Bordeaux-Montaigne
- Poitiers : université de Poitiers
- Reims : université de Reims Champagne-Ardenne
- Rennes : université Rennes-II
- Rouen : université de Rouen-Normandie
- Saint-Denis : université Paris-VIII
- Saint-Étienne : université Jean-Monnet-Saint-Étienne
- Strasbourg : université de Strasbourg
- Toulouse : université Toulouse-Jean-Jaurès
- Tours : université de Tours
- Versailles : université de Versailles-Saint-Quentin-en-Yvelines

### Enseignement privé
- Melun : Centre des Musiques Didier Lockwood
- Paris :
  - American school of modern music
  - École normale de musique de Paris
  - IMEP • Paris College of Music
  - Schola Cantorum de Paris
- Paris et une dizaine de centres régionaux : Centres de formation professionnelle de la musique
- Givry : École Jean Pierre Blivet • Institut Supérieur International de Chant Lyrique

## Géorgie
- Tbilissi : Conservatoire d'État de Tbilissi V. Saradjishvili

## Grèce
- Athènes : Conservatoire d'Athènes
- Athènes : Conservatoire national
- Athènes : Conservatoire hellénique
- Athènes Ilíssia : Université nationale et capodistrienne d'Athènes
- Corfou : Université ionienne (Département de musique)
- Thessalonique : Université Aristote de Thessalonique (École des beaux-arts - département d'études musicales)
- Thessalonique : Conservatoire national de Thessalonique
- Thessalonique : Conservatoire de Grèce du Nord
- Thessalonique : Conservatoire Sychrono
- Thessalonique : Université de Macédoine (Département de musique et des arts)

## Guatemala
- Guatemala : Escuela Nacional de Música Jesús Castillo

## Hongrie
- Budapest : The Hungarian Academy of Sciences (Institut de musicologie)
- Budapest : Université de musique Franz-Liszt
- Debrecen : University of Debrecen (Conservatory of Debrecen)
- Eger : Eszterházy Károly College (département de musique)
- Pécs : University of Pécs (Faculty of Music and Visual Arts)
- Szeged : University of Szeged (Faculty of Music)

## Inde
- Chennai : KM Music Conservatory
- Chennai : Madras Music Academy
- New Delhi : Chakrapani's World School of Music
- New Delhi : Delhi School of Music
- New Delhi : Parikrama School Of Music
- Sangli : Gandharva Mahavidyalaya
- Usman Pura : Saptak School of Music

## Iran
- Téhéran : Conservatoire de musique Khoshnahad Peiman
- Téhéran : Université de Téhéran

## Islande
- Reykjavik : Iceland Academy of the Arts
- Reykjavik : Reykjavik College of Music

## Irlande
- Cork : Cork School Of Music
- Cork : University College Corck (Department of Music)
- Dublin : Dublin Institute of Technology (Conservatory of Music and Drama)
- Dublin : Pulse Recording College
- Dublin : The Royal Irish Academy of Music
- Dublin : Trinity College (School of Music)
- Dublin : University College Dublin (Department of Music)
- Limerick : University of Limerick (Irish World Music Centre)
- Limerick : University of Limerick (Centre for Computational Musicology and Computer Music)
- Maynooth : National University of Ireland (Music Department)

## Israël
- Jérusalem : Jerusalem Academy of Music and Dance
- Tel Aviv : The Buchmann-Mehta School of Music

## Italie

### Conservatoires
- Adria : Conservatorio statale di musica Antonio Buzzolla
- Alexandrie : Conservatorio statale di musica Antonio Vivaldi
- Avellino : Conservatorio Domenico Cimarosa
- Bari : Conservatoire Niccolò Piccinni
- Bénévent : Conservatorio statale di musica Nicola Sala (ex Collegio La Salle)
- Bologne : Conservatorio statale di musica Giovanni Battista Martini
- Bolzano : Conservatoire Claudio-Monteverdi de Bolzano
- Brescia : Conservatorio statale di musica Luca Marenzio
- Cagliari : Conservatorio statale di musica Giovanni Pierluigi da Palestrina
- Campobasso : Conservatorio statale di musica Don Lorenzo Perosi
- Castelfranco Veneto : Conservatorio statale di musica Agostino Steffani
- Césène : Conservatorio statale di musica Bruno Maderna
- Côme : Conservatorio statale di musica Giuseppe Verdi
- Coni : Conservatorio statale di musica Giorgio Federico Ghedini
- Cosenza : Conservatorio statale di musica Stanislao Giacomantonio
- Fermo : Conservatorio statale di musica Giovanni Battista Pergolesi
- Ferrare : Conservatorio statale di musica Girolamo Frescobaldi
- Florence : Conservatorio statale di musica Luigi Cherubini
- Foggia : Conservatorio statale di musica Umberto Giordano
- Frosinone : Conservatorio statale di musica Licinio Recife
- Gênes : Conservatoire Niccolò Paganini
- L'Aquila : Conservatorio statale di musica Alfredo Casella
- La Spezia : Conservatorio statale di musica Giacomo Puccini
- Latina : Conservatorio statale di musica Ottorino Respighi
- Lecce : Conservatorio statale di musica Tito Schipa
- Mantoue : Conservatorio statale di musica Lucio Campiani
- Matera : Conservatorio statale di musica Egidio Duni
- Messine : Conservatorio statale di musica Arcangelo Corelli
- Milan : Conservatoire Giuseppe-Verdi
- Milan : Pontificio Istituto Ambrosiano di Musica Sacra
- Monopoli : Conservatorio statale di musica Nino Rota
- Naples : Conservatoire San Pietro a Majella de Naples
- Novare : Conservatorio statale di musica Guido Cantelli
- Padoue : Conservatorio statale di musica Cesare Pollini
- Palerme : Conservatorio statale di musica Vincenzo Bellini
- Parme : Conservatoire Arrigo Boito de Parme
- Pérouse : Conservatorio statale di musica Francesco Morlacchi
- Pesaro : Conservatorio statale di musica Gioachino Rossini
- Pescara : Conservatorio statale di musica Luisa D'Annunzio
- Plaisance : Conservatorio statale di musica Giuseppe Nicolini
- Potenza : Conservatorio statale di musica Carlo Gesualdo da Venoza
- Reggio de Calabre : Conservatorio statale di musica Francesco Cilea
- Rodi Garganico : Conservatorio statale di musica Umberto Giordano
- Rome : Conservatoire Sainte-Cécile
- Rovigo : Conservatorio statale di musica Francesco Venezze
- Salerne : Conservatorio statale di musica Giuseppe Martucci
- Sassari : Conservatorio statale di musica Luigi Canepa
- Trapani : Conservatorio statale di musica Antonio Scontrino
- Trente et Riva del Garda : Conservatorio statale di musica Francesco Antonio Bonporti
- Trieste : Conservatorio statale di musica Giuseppe Tartini
- Turin : Conservatoire Giuseppe-Verdi
- Udine : Conservatorio statale di musica Jacopo Tomadini
- Venise : Conservatorio statale di musica Benedetto Marcello
- Vérone : Conservatorio statale di musica Evaristo Felice Dall'Abaco
- Vibo Valentia : Conservatorio statale di musica Fausto Torrefranca
- Vicence : Conservatorio statale di musica Arrigo Pedrello

### Instituts
- Ancône : Istituto Musicale Pareggiato Giovanni Battista Pergolesi
- Aoste : Institut musical agréé de la Vallée d'Aoste
- Bergame : Istituto Musicale Pareggiato Gaetano Donizetti
- Caltanissetta : Istituto Musicale Pareggiato Vincenzo Bellini
- Castelnovo ne' Monti : Istituto Musicale Pareggiato Claudio Merulo
- Catane : Istituto Musicale Pareggiato Vincenzo Bellini
- Ceglie Messapica : Istituto Musicale Pareggiato Giovanni Lettimi
- Crémone : Istituto Musicale Pareggiato Claudio Monteverdi
- Darfo Boario Terme : Istituto Musicale Pareggiato Carlo Venturi
- Gallarate : Istituto Musicale Pareggiato Giacomo Puccini
- Livourne : Istituto Musicale Pareggiato Pietro Mascagni
- Lucques : Istituto Musicale Pareggiato Luigi Boccherini
- Lugo : Istituto Musicale Pareggiato G. L. Malerbi
- Mazzarino : Istituto Musicale Pareggiato Vincenzo Bellini
- Modène et Carpi : Istituto Musicale Pareggiato Vecchi Tonelli
- Nocera Terinese : Istituto Musicale Pareggiato Piotr Ilitch Tchaïkovski
- Pavie : Istituto Musicale Pareggiato Franco Vittadini
- Ravenne : Istituto Musicale Pareggiato Giuseppe Verdi
- Recanati : Istituto Musicale Pareggiato Beniamino Gigli
- Reggio d'Émilie : Istituto Musicale Pareggiato Achille Peri
- Ribera : Istituto Musicale Pareggiato Arturo Toscanini
- Rimini : Istituto Musicale Pareggiato Giovanni Lettimi
- San Mango d'Aquino : Istituto Musicale Pareggiato Piotr Ilitch Tchaïkovski
- Sienne : Istituto Musicale Pareggiato R. Franci
- Tarente : Istituto Musicale Pareggiato Giovanni Paisiello
- Teramo : Istituto Musicale Statale Gaetano Braga
- Terni : Istituto Musicale Pareggiato Giulio Briccialdi

### Universités
- Bologne : Universita di Bologna
- Florence : Università degli Studi di Firenze
- Gorizia : Università degli Studi di Udine
- Messine : Università degli studi di messina
- Milan : Università degli studi di milano
- Padoue : Università degli Studi di Padova
- Pavie : Università degli Studi di Pavia
- Rome : Università di Roma - « La Sapienza »
- Rome : Università degli Studi di Roma « Tor Vergata »
- Rome : Università degli Studi di Roma Tre
- Turin : Università degli Studi di Torino
- Trente : Università degli Studi di Trento
- Trieste : Università degli Studi di Trieste

## Japon
- Aichi : université préfectorale des arts d'Aichi (Faculté de musique)
- Kyoto : université municipale des Arts de Kyoto
- Tokyo : Kunitachi College of Music
- Tokyo : Toho Gakuen School of Music
- Tokyo : université des arts de Tokyo (Faculty and Graduate School of Music)
- Osaka : université des arts d'Osaka (Faculty and Graduate School of Music)

## Jordanie
- Amman : National Music Conservatory

## Kazakhstan
- Almaty : Kazakh National Kurmangazy Conservatory
- Noursoultan : Kazakh National Academy Of Music

## Kenya
- Kisumu : (MUSEA) Music School of Eastern Africa

## Lettonie
- Riga : Jazeps Vitols Latvian Academy of Music
- Riga : Riga Teacher Training and Educational Management Academy

## Liban
- Beyrouth : Conservatoire national supérieur de musique
- Beyrouth : École de musique Ghassan Yammine
- Beyrouth : Université Antonine (Institut supérieur de musique)
- Beyrouth : USEK

## Lituanie
- Klaipėda : Klaipe.da Universiy (Faculty of Art)
- Šiauliai : Šiauliai University (faculté des arts)
- Vilnius : Lithuanian Academy of Music and Theatre
- Vilnius : Vilnius Pedagogical University (département de musique)

## Luxembourg
- Esch-sur-Alzette : Conservatoire de musique
- Luxembourg : Conservatoire de musique
- Villes de Diekirch et d'Ettelbruck : Conservatoire de musique du nord

## Macédoine
- Skopje : UKIM (School of Music)

## Madagascar
- Antananarivo : EGM-Conservatoire supérieur de musique (Centre national)
- Antananarivo, Antsirabe, Toamasina : EGM-Conservatoire de musique (Annexes)

## Malaisie
- Kuala Lumpur : International College of Music
- Kuala Lumpur : Malaysian Institute of Arts
- Kuala Lumpur : (UCSI) University College Sedaya International
- Kota Kinabalu : University Malaysia Sabah
- Shah Alam : University Malaysia Selangor (Faculty of Music)

## Maroc
- Agadir : Conservatoire municipal d'Agadir
- Rabat : Conservatoire national de musique et de danse
- Rabat : Conservatoire national de musique de la Gendarmerie royale
- Tétouan : Conservatoire multiculturel de musique

## Mexique
- Chihuahua : Conservatorio de Música
- Cholula : Fundacion Universidad de las Americas (Licenciatura en Música) G Martell
- Coyoacán : Universidad Nacional Autonoma de Mexico
- Durango : Universidad Juárez del Estado de Durango (Escuela Nacional de Musica)
- Mexico : Conservatorio Nacional de Música
- Mexico : Instituto Nacional de Bellas Artes
- Mexico : (UNAM) Universidad Nacional Autónoma de México (Escuela Nacional de Musica)
- Mexico : Universidad de Música G Martell
- Montemorelos (en) : Universidad Autónoma de Montemorelos (Conservatorio de Musica)
- Monterrey : Escuela Superior de Musica y Danza de Monterrey
- Monterrey : Universidad Autónoma de Nueva León (Facultad de Música)
- Morelia : Conservatorio de Las Rosas
- Oaxaca : Universidad Autónoma de Oaxaca (Escuela de Música)
- Puebla : Conservatorio de Música del Estado
- Saltillo : Universidad Autónoma de Coahuila (Escuela Superior de Música)
- Tuxtla Gutiérrez : Universidad de Artes (Licenciatura en Música)
- Xalapa : Universidad Veracruzana (Facultad de Música)

## Moldavie
- Chișinău : Academy of Music

## Monaco
- Monte-Carlo : Académie Rainier-III

## Norvège
- Bergen : Grieg Academy
- Kristiansand : University of Agder (Fakultet for Kunstfag)
- Oslo : Barrat-Due (Institute of Music)
- Oslo : Norvegian state academy of music
- Stavanger : University of Stavanger (Department of Music and Dance)
- Tromsø : Tromsø University College (Music Conservatory)
- Trondheim : Norwegian University of Science and Technology (Department of Music)

## Nouvelle-Zélande
- Auckland : University of Auckland (School of Music)
- Christchurch : University of Canterbury (School of Music)
- Dunedin : Marama Music Academy
- Dunedin : University of Otago (Department of Music)
- Hamilton : University of Waikato (Music Department)
- Nelson : Nelson School of Music
- Wellington : New Zealand School of Music

## Palestine
- Jérusalem : The Edward Said National Conservatory of Music

## Panama
- Panama : Universidad of Panama (Facultad de Bellas Artes - Escuela de Musica)

## Pays-Bas
- Alkmaar : Conservatorium Alkmaar
- Amsterdam : Conservatoire d'Amsterdam
- Arnhem-(Enschede-Zwolle) : ArtEZ Conservatorium
- Enschede-(Arnhem-Zwolle) : ArtEZ Conservatorium
- Groningue : Prins Claus Conservatorium
- La Haye : The Royal Conservatorium
- Maastricht : Conservatorium Maastricht
- Rotterdam : Rotterdams Conservatorium
- Tilbourg : Fontys Conservatorium
- Utrecht : Utrechts Conservatorium
- Zwolle-(Arnhem-Enschede) : ArtEZ Conservatorium

## Pérou
- Lima : Université nationale de musique de Lima (es)

## Philippines
- Quezon City : University of Philippines
- Santo Tomas : université de Santo Tomas (Conservatory of Music)

## Pologne
- Bydgoszcz : Académie de musique de Bydgoszcz
- Cracovie : Académie de musique de Cracovie
- Gdańsk : Académie de musique de Gdańsk Stanisław Moniuszko
- Katowice : Académie de musique Karol Szymanowski de Katowice
- Łódź : Académie de musique de Łódź
- Poznań : Académie de musique de Poznań
- Varsovie : Université de musique Frédéric-Chopin
- Wrocław : Académie de musique de Wrocław

## Porto Rico
- San Juan : Conservatorio de Música de Puerto Rico

## Portugal

### Conservatoires (divers)
- Almada : Escola Superior de Educação Jean Piaget
- Beja : Conservatório Regional de Música
- Caldas da Rainha : Conservatório de Música
- Castelo Branco : Escola Superior de Artes Aplicadas
- Castelo de Paiva : Academia de Música
- Coimbra : Conservatório de Música
- Évora : Universidade de Évora (Departamento de música)
- Évora : Conservatório Regional de Música
- Leiria : Orfeão de Leiria (Conservatório de Artes)
- Lisbonne : Academia Nacional Superior de Orquestra de Lisbonne (ANSO)
- Lisbonne : Conservatorio Metropolitano de Musica de Lisboa (CMML)
- Lisbonne : Escola de Música do Conservatório Nacional
- Lisbonne : Escola Superior de Música de Lisboa
- Macedo de Cavaleiros : Escola Superior de Educação Jean Piaget
- Mirandela : Escola Superior de Educação Jean Piaget
- Portalegre : Conservatório Regional de Música
- Porto : Conservatório de Música
- Porto : Escola Superior de Música e das Artes do Espectaculo
- Porto : Universidade Católica Portuguesa (Escola das Arte)
- Vila Nova de Gaia : Conservatório Superior de Música de Gaia
- Vila Nova de Gaia : Escola Superior de Educação Jean Piaget
- Viseu : Escola Superior de Educação Jean Piaget

### Universités
- Aveiro : Universidade de Aveiro
- Coïmbre : Universidade de Coimbra
- Évora : Universidade de Évora
- Minho : Universidade do Minho
- Lisbonne : Universidade Nova de Lisboa

## République dominicaine
- Saint-Domingue : Estudio Diná de Educación Musica

## Roumanie
- Brașov : université Transilvania (faculté de musique)
- Bucarest : Université nationale de musique de Bucarest
- Cluj-Napoca : académie de musique Gheorghe-Dima
- Iași : université des arts Georges-Enesco
- Timișoara : université de l'Ouest (faculté de musique)

## Royaume-Uni

### Conservatoires
- Birmingham : Birmingham Conservatoire
- Brighton : Institute of Modern Music
- Bushey : Purcell School of Music
- Cambridge : Longy School of Music
- Chelmsford : National College of Music
- Cobham, Surrey : Yehudi Menuhin School
- Guilford : Academy of Contemporary Music
- Leeds : Leeds College of Music
- Liverpool : Liverpool Institute for Performing Arts
- Londres : Guildhall school of music
- Londres : King's College London (Music Dept)
- Londres : London School of Musical Theatre
- Londres : National Opera Studio
- Londres : Royal Academy of Music
- Londres : Royal College of Music
- Londres : Royal College of Organists
- Londres : Royal Military School of Music
- Londres : Tech Music Schools
- Londres : The Institute of Contemporary Music and Performance
- Londres : Trinity College of Music
- Manchester : Chetham's School of Music
- Manchester : Manchester MIDI School
- Manchester : Royal Northern College of Music
- Salisbury : Royal School of Church Music
- Totnes : Dartington College of Arts (en)
- Wells : Wells Cathedral School

- Édimbourg : Edinburgh Music School
- Édimbourg : St. Mary's Music School
- Glasgow : Royal Conservatoire of Scotland

- Cardiff : Royal Welsh College of Music and Drama

### Universités
- Bath : Bath Spa University College (School of Music)
- Birmingham : University of Birminghan (Department of Music)
- Brighton : University of Sussex (Department of Music)
- Bristol : University of Bristol (Department of Music)
- Cambridge : Anglia Polytechnic University (Music Department)
- Cambridge : University of Cambridge (Faculty of Music)
- Canterbury : Canterbury Christ Church (College Music Department)
- Coventry : University of Warwick (The Music Centre)
- Durham : université de Durham (Department of Music)
- Exeter : University of Exeter (Department of Music)
- Guildford : University of Surrey (Department of Music and Sound Recording)
- Heslington : University of York (Department of Music)
- Huddersfield : University of Huddersfield (Department of Music)
- Hull : University of Hull (Department of Music)
- Kingston upon Thames : Kingston University (School of Music)
- Lancaster : université de Lancaster (Music Department)
- Leeds : University of Leeds (School of Music)
- Liverpool : University of Liverpool (Department of Music)
- Liverpool : University of Liverpool (Institute of Popular Music)
- Londres : City University (Department of Music)
- Londres : University of London (Goldsmiths College) (Music Department)
- Londres : University of London (Royal Holloway Department of Music)
- Londres : University of London - School of Oriental & African Studies (Department of Music)
- Manchester : University of Manchester (Dept of Music)
- Middlesex : University of Middlesex (Dept of Music) [www.mdx.ac.uk/research/centres/dmtarc.asp -]
- Milton Keynes : Open University (Music Department)
- Newcastle-under-Lyme : Université de Keele (Department of Music)
- Newcastle upon Tyne : University of Newcastle upon Tyne (Music Department)
- Norwich : Université d'East Anglia (School of Music)
- Nottingham : University of Nottingham (Department of Music)
- Oxford : Oxford Brookes University (Music Department)
- Oxford : Oxford University (Faculty of Music)
- Reading : University of Reading (Department of Music)
- Salford : University of Salford (School of Media, Music & Performance)
- Sheffield : University of Sheffield (Department of Music)
- Southampton : University of Southampton (Department of Music)
- Uxbridge : Brunel University (Department of Performing Arts)
- Wolverhampton : University of Wolverhampton

- Édimbourg : University of Edinburgh (Faculty of Music)
- Édimbourg : Napier University (Ian Tomlin school of music)

- Belfast : Queen's university (School of Music)
- Londonderry : University of Ulster (School of Media & Performing Arts)

- Cardiff : Cardiff University (Department of Music)
- Gwynedd : University of Wales - Bangor (School of Music)

## Russie
- Astrakhan : Conservatoire d'État d'Astrakhan
- Iekaterinbourg : Conservatoire d'État Moussorgski  de l'Oural
- Iekaterinbourg : Université d'État de l'Oural
- Kazan : Conservatoire d'État Nabib Jiganov de Kazan
- Magnitogorsk : Conservatoire d'État Glinka de Magnitogorsk
- Moscou : Conservatoire Tchaïkovski de Moscou
- Moscou : Académie russe de musique Gnessine
- Moscou : Conservatoire militaire de Moscou
- Moscou : Institut d'État de musique Alfred Schnittke de Moscou
- Nijni Novgorod : Conservatoire d'État Glinka de Nijni Novgorod
- Novossibirsk : Conservatoire d'État Glinka de Novossibirsk
- Petrozavodsk : Conservatoire d'État Glazounov de Petrozavodsk
- Rostov-sur-le-Don : Conservatoire d'État Rachmaninov de Rostov-sur-le-Don
- Saint-Pétersbourg : Conservatoire Rimski-Korsakov de Saint-Pétersbourg
- Saint-Pétersbourg : Collège Smolny
- Saratov : Conservatoire d'État Sobinov de Saratov
- Tambov : Institut Rachmaninov de Tambov

## Serbie
- Belgrade : Académie des beaux-arts
- Belgrade : Faculté de musique de Belgrade (FMU)
- Kragujevac : Université de Kragujevac
- Niš : Université de Niš
- Novi Sad : Université de Novi Sad (Académie des arts)
- Pristina : Université de Pristina

## Singapour
- Singapour : Lassale SIA (College of the Arts)
- Singapour : Nanyang Academy of Fine Arts
- Singapour : Yong Siew Toh Conservatory of Music

## Slovaquie
- Banská Bystrica : Académie des arts de Banská Bystrica - Akadémia umení v Banskej Bystrici
- Bratislava : École supérieure des arts de la scène de Bratislava - Vysoka škola múzických umení v Bratislave (VSMU)
- Bratislava : Conservatoire de Bratislava - (Štátne) Konzervatórium v Bratislave

## Slovénie
- Ljubljana : Akademija za glasbo Ljubljana
- Maribor : University of Maribor (Faculty of education)

## Suède
- Arvika : Ingesund College of Music
- Falun : Music Conservatory of Falun (MUK)
- Göteborg : Université de Göteborg (Academy of Music and Drama)
- Karlstad : Université de Karlstad (Music Program)
- Malmö : Malmö Academy of Music
- Örebro : Université d'Örebro (Department of Music)
- Piteå : Université de technologie de Luleå (School of Music)
- Stockholm : École royale supérieure de musique de Stockholm (Kungliga Musikhögskolan i Stockholm (KMH))
- Uppsala : Université d'Uppsala

## Suisse
- Bâle : Schola Cantorum de Bâle
- Bâle : Universität Basel (Musikwissenschaftliches Institut)
- Berne : Haute école des Arts et de musique d'église
- Fribourg : Haute École spécialisée de Suisse occidentale - site de Fribourg
- Genève : Haute École de musique de Genève.
- Genève : Conservatoire de musique de Genève. Depuis janvier 2009, la formation professionnelle est confiée à la Haute École de musique de Genève.
- Genève : Conservatoire populaire de musique, danse et théâtre de Genève
- Genève : ETM, École des musiques actuelles
- Genève : Institut Jaques-Dalcroze
- La Chaux-de-Fonds : Conservatoire de musique de La Chaux-de-Fonds/Le Locle
- Lausanne : Conservatoire de Lausanne et Haute École spécialisée de Suisse occidentale (HEMU)
- Lucerne : Haute école de musique
- Lugano : Conservatoire de musique de la Suisse italienne
- Neuchâtel : Conservatoire de Neuchâtel
- Sion : Haute école de musique de Lausanne - site de Sion et académie de musique Tibor Varga
- Zurich : Université des Arts de Zurich
- Zurich : JazzSchule Zürich

## Syrie
- Damas : Institut supérieur de musique (Damas)

## Taïwan
- Taipei : National Taïwan Normal University (College of Music)

## Thaïlande
- Bangkok : Chulalongkorn University (Music Department)
- Bangkok : Rajabhat Institue Chandrakasem (Music Department)
- Meung-Ake : Rangsit University (Conservatory of Music)
- Nakornpatom : Mahidol University (College of Music)

## Tchéquie
- Brno : Académie Janáček de musique et des arts de la scène
- Brno : Conservatoire de Brno
- Kroměříž : Conservatoire de Kroměříž
- Ostrava : Conservatoire Janáček
- Pardubice : Conservatoire de Pardubice
- Pilsen : Conservatoire de Pilsen
- Prague : Akademie múzických umění v Praze (Académie tchèque des arts de la scène)
- Prague : Pražská konservatoř, Conservatoire de Prague

## Tunisie
- Gafsa : Institut de musique de Gafsa (ISMG)
- Gabès : Institut de musique de Gabès, ISMA
- Le Kef : Institut de musique et d'art dramatique du KEF (ISMK)
- Sfax : Institut supérieur de musique
- Sousse : Institut supérieur de musique de Sousse (ISMS)
- Tunis : Faculté de La Manouba de Tunis, département de sciences culture et de musicologie
- Tunis : Institut supérieur de musique de Tunis (ISMT)

## Turquie
- Anatolie : Anatolian University State Concervatory
- Ankara : université Bilkent
- Çukurova : Çukurova University State Conservatory
- Eskişehir : université Anadolu
- Istanbul : Istanbul Universitesi Devlet Konservatuvari
- Istanbul : Mimar Sinan Fine Arts University State Conservatory

## Ukraine
- Kiev : Ukrainian National Tchaikovsky Academy of Music
- Odessa : Staatliche Musikakademie Odessa

## Uruguay
- Montevideo : Universidad de la Republica (Escuela Universitaria de Música)

## Vatican
- Rome : Institut pontifical de musique sacrée

## Venezuela
- Caracas : Conservatorio Nacional de Música

## Vietnam
- Hanoï : Conservatoire de musique
- Hô Chi Minh-Ville : Conservatoire de musique